# Буковец (гмина)
Буковец (пол. Bukowiec) — сельская гмина (волость) в Польше, входит как административная единица в Свецкий повет, Куявско-Поморское воеводство. Население — 5110 человек (на 2004 год).

## Соседние гмины
1. Гмина Джицим
2. Гмина Льняно
3. Гмина Прущ
4. Гмина Свеце
5. Гмина Свекатово